# Summer: The Donna Summer Musical
Summer: The Donna Summer Musical est une comédie musicale juke-box avec un livret de Colman Domingo, Robert Cary et Des McAnuff et des musiques et paroles de Donna Summer, Giorgio Moroder, Pete Bellotte, Paul Jabara et d'autres, basés sur la vie de Donna Summer.
La comédie musicale a fait sa première au La Jolla Playhouse en novembre 2017 et a ouvert ses portes à Broadway en avril 2018.

## Productions
La Jolla Playhouse présente la comédie musicale dans un engagement limité du 7 novembre au 24 décembre 2017.
La comédie musicale a été créée à Broadway au Lunt-Fontanne Theatre le 28 mars 2018 (avant-premières), avant une ouverture le 23 avril 2018. La comédie musicale est mise en scène par Des McAnuff, avec une conception scénique de Robert Brill, des costumes de Paul Tazewell, des éclairages de Howell Binkley, des projections de Sean Nieuwenhuis, un son de Gareth Owen et a été produit par Tommy Mottola et Thalía,. 
La comédie musicale s'est terminée à Broadway le 30 décembre 2018 après 289 représentations.
Une tournée en Amérique du Nord a débuté le 29 septembre 2019. La tournée a commencé à l'Auditorium RBTL de Rochester, New York. Le casting comprendra Dan'yelle Williamson (Diva Donna), Alex Hairston (Disco Donna) et Olivia Elease Hardy (Duckling Donna).

## Numéros musicaux
| - The Queen Is Back - Diva Donna et l'ensemble - I Feel Love - Diva Donna et l'ensemble - Love to Love You Baby - Disco Donna et l'ensemble féminin - I Remember Yesterday - Duckling Donna et les sœurs - On My Honor - Duckling Donna - Faster and Faster to Nowhere - Disco Donna et l'ensemble - White Boys - Diva Donna, Disco Donna et l'ensemble - MacArthur Park- Diva Donna, Disco Donna, Duckling Donna et l'ensemble - Heaven Knows - Disco Donna et Bruce Sudano - No More Tears (Enough Is Enough) - Diva Donna, Disco Donna et Duckling Donna - Pandora's Box - Duckling Donna, Diva Donna et l'ensemble - On the Radio - Disco Donna, Diva Donna | - I Love You - Bruce Sudano, Disco Donna, Mimi Sudano - Bad Girls - Disco Donna et femmes de l'ensemble - She Works Hard for the Money - Toute le troupe - Dim All the Lights - Disco Donna, Joyce Bogart et l'ensemble - I Believe in Jesus - Disco Donna and Ensemble - Unconditional Love - Diva Donna, Mimi, Brooklyn et Amanda Sudano - To Turn the Stone - Disco Donna, Diva Donna - Stamp Your Feet - Diva Donna et l'ensemble - Friends Unknown - Diva Donna - Hot Stuff - Disco Donna et l'ensemble - Last Dance - Toute la troupe |

## Distribution
| Personnage                       | La Jolla (2017)           | Broadway (2018)           | Tournée nord-américaine (2019)                 |
| -------------------------------- | ------------------------- | ------------------------- | ---------------------------------------------- |
| Diva Donna / Mary Gaines         | LaChanze                  | LaChanze                  | Dan'yelle Williamson                           |
| Disco Donna                      | Ariana DeBose             | Ariana DeBose             | Alex Hairston                                  |
| Duckling Donna / Mimi            | Storm Lever               | Storm Lever               | Olivia Elease Hardy                            |
| Giorgio Moroder                  | Mackenzie Bell            | Kaleigh Cronin            | Kyli Rae                                       |
| Young Dara / Amanda              | Kimberly Dodson           | Kimberly Dodson           | Cameron Anika Hill                             |
| Adult Mary Ellen                 | Anissa Felix              | Anissa Felix              | DeQuina Moore                                  |
| Brian                            | Drew Foster               | Drew Foster               | Jay Garcia                                     |
| Ami / DJ                         | Ari Groover               | N/A                       | N/A                                            |
| Maid / Michael                   | Afra Hines                | Afra Hines                | Brittany Nicole Williams/Candace J. Washington |
| Neil Bogart / Gunther/ Sommelier | Aaron Krohn               | Aaron Krohn               | John Gardiner                                  |
| Norm Brokaw                      | Jenny Laroche             | Jenny Laroche             | Tamrin Goldberg                                |
| Mary Ellen / Brooklyn            | Wonu Ogunfowora           | Wonu Ogunfowora           | De'Ja Simone                                   |
| Bob                              | Rebecca Riker             | Rebecca Riker             | Brooke Lacy                                    |
| Adult Dara                       | Christina Acosta Robinson | Christina Acosta Robinson | Crystal Sha'nae                                |
| Andrew Gaines / Doctor           | Ken Robinson              | Ken Robinson              | Erick Pinnick                                  |
| Joyce Bogart                     | Jessica Rush              | Jessica Rush              | Trish Lindström                                |
| Pete Bellotte                    | Kaye Tuckerman            | Kaye Tuckerman            | Jennifer Byrne                                 |
| Bruce Sudano                     | Jared Zirilli             | Jared Zirilli             | Steven Grant Douglas                           |
| Pastor                           | Jenny Laroche             | Harris M. Turner          | Sir Brock Warren                               |
| Helmuth Sommer                   | Drew Foster               | Drew Foster               | Jay Garcia                                     |
| Don Engel                        | Kaye Tuckerman            | Kaye Tuckerman            | Jennifer Byrne                                 |
| David Geffen                     | Mackenzie Bell            | Mackenzie Bell            | Brooke Lacy                                    |
| Detective                        | Drew Foster               | Mackenzie Bell            | Brooke Lacy                                    |

## Récompenses et nominations

### Production originale de Broadway
| Année | Cérémonie           | Catégorie                                                    | Nommé(e)                                                     | Résultat   |
| ----- | ------------------- | ------------------------------------------------------------ | ------------------------------------------------------------ | ---------- |
| 2018  | Drama League Awards | Outstanding Production of a Broadway or Off-Broadway Musical | Outstanding Production of a Broadway or Off-Broadway Musical | Nomination |
| 2018  | Drama League Awards | Distinguished Performance                                    | Ariana DeBose                                                | Nomination |
| 2018  | Drama League Awards | Distinguished Performance                                    | LaChanze                                                     | Nomination |
| 2018  | Tony Awards         | Best Performance by a Leading Actress in a Musical           | LaChanze                                                     | Nomination |
| 2018  | Tony Awards         | Best Performance by a Featured Actress in a Musical          | Ariana DeBose                                                | Nomination |